# دعامة (مسرح)

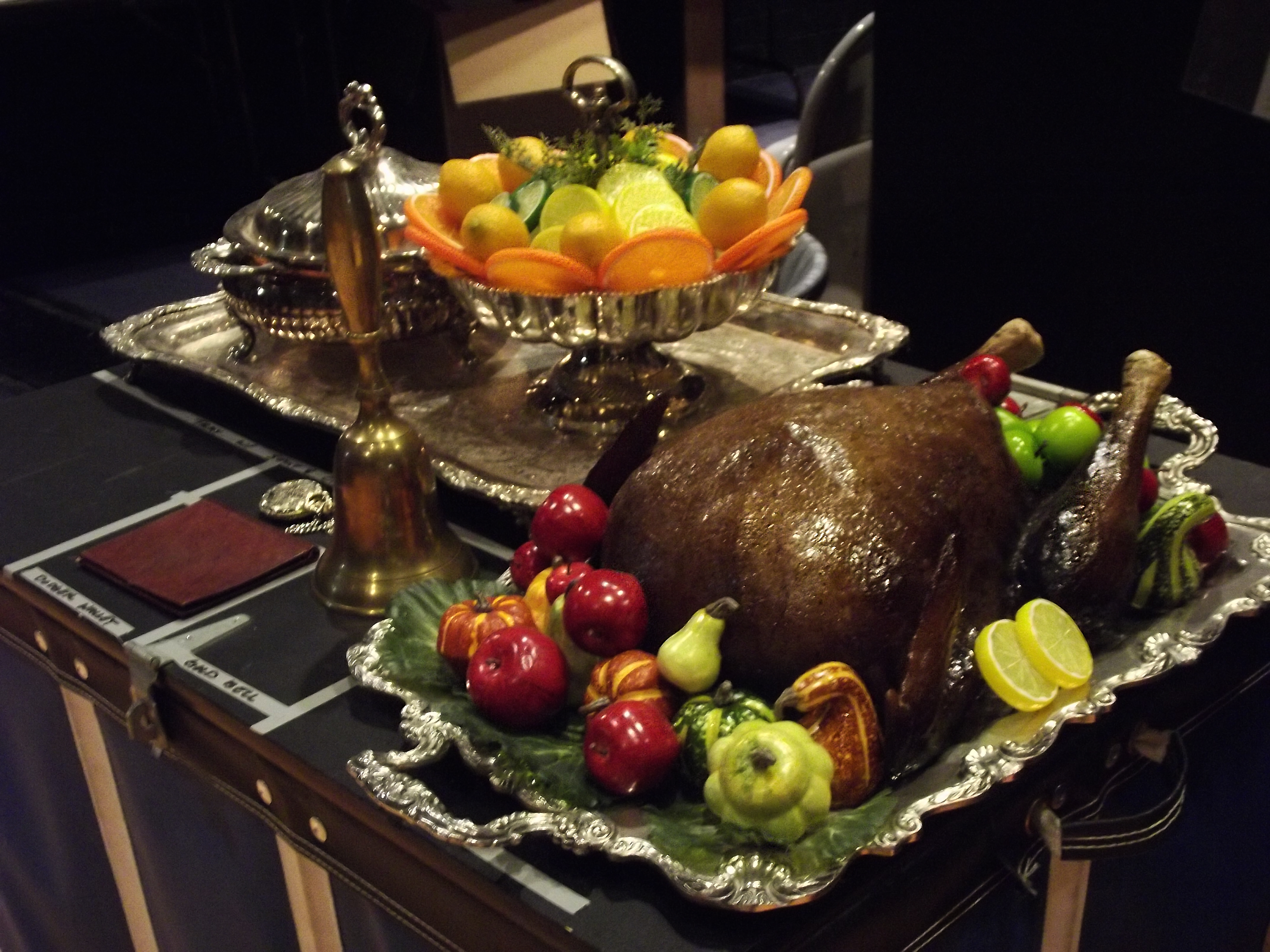
مثال على دعامة تشبه الطعام.

الدعامة هو الكائن المستخدم على خشبة المسرح أو التصوير بواسطة الممثل خلال الأداء أو الانتاج الاعلامي. من الناحية العملية، تعتبر الدعامة أي شيء متحرك أو محمول على خشبة المسرح أو مجموعة مختلفة عن الممثلين والمناظر الطبيعية والأزياء والمعدات الكهربائية.